# Shafer Peak
Der Shafer Peak ist ein markanter, 3600 m hoher Berg im ostantarktischen Viktorialand. In der Deep Freeze Range ragt er rund 5 km südlich des Mount Hewson auf.
Das Advisory Committee on Antarctic Names benannte ihn 1968 nach Lieutenant Commander Willard George Shafer (* 1931) von der United States Navy, im Winter 1965 diensthabender Offizier des Atomreaktors auf der McMurdo Station im Rahmen des Army Nuclear Power Program.